# Thericles asellus
Thericles asellus är en insektsart som beskrevs av Miller, N.C.E. 1936. Thericles asellus ingår i släktet Thericles och familjen Thericleidae. Inga underarter finns listade i Catalogue of Life.